# Muteki no Only You
Singles de CoCo
News na Mirai
(1991) Yume Dake Miteru
(1991)
 Muteki no Only You  (無敵のOnly You) est le 7e single du groupe de J-pop CoCo.

## Présentation
Le single sort le 31 juillet 1991 au Japon sous le label Pony Canyon, aux formats mini-CD single de 8 cm et K7, trois mois après le précédent single, News na Mirai. Il atteint la 4e place du classement de l'Oricon et reste classé pendant sept semaines.
La version CD du single contient la chanson-titre Muteki no Only You, ainsi que pour la première fois sa version instrumentale, et une deuxième chanson, Kimi ga Kureta Jewel ; la version K7 contient ces deux chansons en "face A" plus ses versions instrumentales en "face B". La chanson-titre a été utilisée comme thème musical pour une publicité pour la compagnie japonaise Taiyo Oil, et n'apparaitra sur aucun album original. Une version remaniée de cette chanson, sous-titrée Horror Version et ré-enregistrée sans Azusa Senō qui a quitté le groupe entre-temps, figurera finalement trois ans plus tard sur son ultime album original, Sweet & Bitter de 1994.
La version originale du titre figurera finalement sur la compilation d'adieu Singles qui sortira un mois après cet album, ainsi que sur la plupart des compilations ultérieures du groupe, dont My Kore! Kushon CoCo Best, Straight + Single Collection, et My Kore! Lite Series CoCo. Les deux chansons du single, dont les paroles sont (co)écrites par Neko Oikawa, seront également présentes sur la compilation CoCo Uta no Daihyakka Sono 1 de 2008, la version remaniée figurant sur CoCo Uta no Daihyakka Sono 2.

## Liste des titres
| 1. | Muteki no Only You (無敵のOnly You)                       | Neko Oikawa / Ichiro Hada / Nobuo Ariga               | 3:27 |
| 2. | Kimi ga Kureta Jewel (キミがくれた宝石（ジュエル）)       | Rieko Yonezu, Oikawa / Noriyuki Asakura / Nobuo Ariga | 4:27 |
| 3. | Muteki no Only You (Original Karaoke) (無敵のOnly You...) | (instrumental) / Ichiro Hada / Nobuo Ariga            | 3:27 |

K7
- Side A :  Muteki no Only You  (無敵のOnly You?), Kimi ga Kureta Jewel (キミがくれた宝石（ジュエル）)
- Side B :  Muteki no Only You, Kimi ga Kureta Jewel (Original Karaoke) (無敵のOnly You、キミがくれた宝石（ジュエル）) (オリジナル・カラオケ?)